# NGC 264
NGC 264 est une galaxie lenticulaire barrée située dans la constellation du Sculpteur. NGC 264 a été découverte par le l'astronome britannique John Herschel en 1834.

## Caractéristiques
Sa vitesse par rapport au fond diffus cosmologique est de 4 751 ± 48 km/s, ce qui correspond à une distance de Hubble de 70,1 ± 5,0 Mpc (∼229 millions d'al).